# Jonah Gerondi
Jonah ben Abraham Gerondí, en hebreu original יוֹנָה בֶּן־אַבְרָהָם גִירוֹנְדִי (n. Girona, Catalunya; m. Toledo, Castella, 1263 o 1264) va ser un rabí, teòleg i escriptor jueu sefardita. Era cosí del conegut cabalista gironí Bonastruc ça Porta (Nahmànides) i és conegut principalment per ser l'autor de l'obra Shaarei Teixuvà, (les portes del penediment) una obra fonamental de la tradició ètica jueva.

## Biografia
Jonah Gerondí va ser un dels alumnes més destacats del rabí provençal Salomó de Montpeller, conegut per liderar l'oposició teològica a la filosofia de Maimònides.
Gerondí és considerat l'instigador de la crema pública de les obres de Maimònides, que va tenir lloc a París en 1233. No obstant això, quan en 1242 la Santa Església va dur a terme la crema de nombrosos exemplars del Talmud en el mateix lloc en el qual s'havien destruït els llibres de Maimònides, Jonah Gerondí va admetre, durant una intervenció a la Sinagoga de Montpeller, haver comès un error en haver recorregut a la Santa Mare Església per dilucidar una qüestió relativa a la doctrina jueva.
La importància exegètica de Gerondí radica sobretot en la seva obra de contingut ètic, entre la que destaca el Shaarei Teixuvà, un text que explora els conceptes del penediment i l'expiació des de l'òptica jueva.
Jonah Gerondí va ser mestre de dos importants rabins del judaisme rabínic mediterrani: el jurista barceloní Shlomo ben Adret i el talmudista italià Hillel de Verona. Jonah Gerondí va morir a Toledo, al novembre de 1263 o 1264.